# Walter Leinweber
Walter Leinweber, född 18 april 1907 i Füssen, död mars 1997, var en tysk ishockeyspelare.
Leinweber blev olympisk bronsmedaljör i ishockey vid vinterspelen 1932 i Lake Placid.